# Andreas Staurou (1958)
Andreas Staurou (in greco: Ανδρέας Σταύρου; 1º marzo 1958) è un ex calciatore cipriota, di ruolo difensore.

## Statistiche

### Cronologia presenze e reti in Nazionale
| Cronologia completa delle presenze e delle reti in nazionale ― Cipro | Cronologia completa delle presenze e delle reti in nazionale ― Cipro | Cronologia completa delle presenze e delle reti in nazionale ― Cipro | Cronologia completa delle presenze e delle reti in nazionale ― Cipro | Cronologia completa delle presenze e delle reti in nazionale ― Cipro | Cronologia completa delle presenze e delle reti in nazionale ― Cipro | Cronologia completa delle presenze e delle reti in nazionale ― Cipro | Cronologia completa delle presenze e delle reti in nazionale ― Cipro |
| Data                                                                 | Città                                                                | In casa                                                              | Risultato                                                            | Ospiti                                                               | Competizione                                                         | Reti                                                                 | Note                                                                 |
| -------------------------------------------------------------------- | -------------------------------------------------------------------- | -------------------------------------------------------------------- | -------------------------------------------------------------------- | -------------------------------------------------------------------- | -------------------------------------------------------------------- | -------------------------------------------------------------------- | -------------------------------------------------------------------- |
| 19/02/1986                                                           | Atene                                                                | Grecia                                                               | 0 – 0                                                                | Cipro                                                                | Amichevole                                                           | -                                                                    |                                                                      |
| 22/10/1988                                                           | Nicosia                                                              | Cipro                                                                | 1 – 1                                                                | Francia                                                              | Qual. Mondiali 1990                                                  | -                                                                    |                                                                      |
| 02/11/1988                                                           | Limassol                                                             | Cipro                                                                | 0 – 3                                                                | Norvegia                                                             | Qual. Mondiali 1990                                                  | -                                                                    |                                                                      |
| 23/11/1988                                                           | Ta' Qali                                                             | Malta                                                                | 1 – 1                                                                | Cipro                                                                | Amichevole                                                           | -                                                                    |                                                                      |
| 11/12/1988                                                           | Belgrado                                                             | Jugoslavia                                                           | 4 – 0                                                                | Cipro                                                                | Qual. Mondiali 1990                                                  | -                                                                    |                                                                      |
| Totale                                                               |                                                                      | Presenze                                                             | 5                                                                    |                                                                      | Reti                                                                 | 0                                                                    |                                                                      |